# 羅特巴赫河 (蘭格特河支流)
47°07′10″N 7°49′47″E / 47.11939°N 7.82978°E
羅特巴赫河是瑞士的河流，位於該國中西部，流經伯恩州，屬於蘭格特河的左支流，河道全長12.3公里，流域面積40.3平方公里，河口處在胡特維爾。